# Artur Serobyan
Artur Serobyan (en arménien : Արթուր Սերոբյան), né le 2 juillet 2003 à Erevan en Arménie, est un footballeur international arménien évoluant au poste d'ailier droit au FC Sheriff Tiraspol en prêt du FC Ararat-Armenia.

## Biographie

### En club
Né à Erevan en Arménie, Artur Serobyan est formé par le FC Ararat-Armenia, club avec lequel il commence sa carrière professionnelle. Il joue son premier match le 11 septembre 2020, lors d'une rencontre de championnat face au Lori FC. Il entre en jeu à la place de Mailson Lima et son équipe est battue par deux buts à un.
Il inscrit son premier but pour le FC Ararat-Armenia le 2 avril 2023, à l'occasion d'une rencontre de championnat face au FC Noah. Titulaire, il contribue à la victoire de son équipe par trois buts à un.
Le 1er septembre 2023, Serobyan est prêté au Portugal, au Casa Pia AC.

### En sélection
Artur Serobyan commence sa carrière internationale avec l'équipe d'Arménie des moins de 16 ans, jouant deux matchs en 2019.
Il joue également avec les moins de 17 ans en 2019, faisant trois apparitions, toutes en tant que titulaire.
Artur Serobyan est convoqué pour la première fois avec l'équipe nationale d'Arménie par le sélectionneur Joaquín Caparrós en mars 2022. Il honore sa première sélection lors de ce rassemblement, le 24 mars 2022 contre le Monténégro. Il entre en jeu à la place de Vahan Bichakhchyan et son équipe s'impose par un but à zéro.